# 로모나원숭이
로모나원숭이(Cercopithecus lowei)는 구세계원숭이의 일종이다. 코트디부아르에서 가나에 이르는 지역에서 발견된다. 이전에는 캠벨모나원숭이(C. campbelli)의 아종의 하나로 간주되기도 하였다.